# 마산농청놀이
마산농청놀이(馬山農廳놀이)는 대한민국 창원시 마산지역에 전해져 내리는 일종의 놀이이다. 여러 사람이 힘을 합해서 하는 놀이로 고장 사람들이 단합하여 하는 놀이다. 농청(農廳)은 마을 사람이 모여 농사일을 의논하거나 놀기 위하여 지은 집을 말한다. 1983년 8월 6일 경상남도의 무형문화재 제6호로 지정되었다.

## 개요
마산·창원지방에서 전래해 온 백중(음력 7월 15일) 놀이로서, 마을의 공동작업을 하기 위한 조직인 두레에서 근원을 찾을 수 있다. 창원의 어복골에 있는 상투바위가 신령스럽다 하여 상투바위 앞자리를 먼저 차지하여 축원하면 큰 덕을 얻는다는 믿음에서 유래되었다고 한다.
농청놀이는 기제, 쟁기전, 축원, 흥취와 회향으로 나눌 수 있다. 상투바위로 떠나기 전에 제사를 올리는데, 길이 8m나 되는 깃발을 세우고 간단한 제물로 고유제를 지냄으로써 기세를 올리고는 상투바위로 향한다.장정들이 호위하는 깃발을 중심으로 풍물을 울리며 행진하다가 다른 농청을 만나면 기싸움을 벌인다. 양편 모두 앞뒤로 어르며 빙빙 돌다가 죽고동이 울리면 상대편 기를 향해 달려가는데, 공격대가 깃대를 타고 올라가 깃대를 걷거나 깃대를 높이면 승부는 끝난다. 이긴 편은 상투바위 정상에 깃대를 꽂고, 진 편은 아랫단에 꽂아야 한다. 바위 앞에 제물을 차리고 엎드려 축원을 하고 나면, 참여하였던 사람들은 술을 나누어 마시며 칭칭소리로 판굿을 벌여 양편이 서로 화합한다.
마산 농청놀이는 패기만만하고 격렬한 기싸움으로 복을 비는 종교의식이 반영된 놀이이며, 승패가 결정되면 결과에 상관없이 인정을 베풀어 화합하는 것이 특징이다. 어복골 윗쪽에 상수도 수원지가 건설되면서 이 의식은 사라졌으나, 현재는 놀이로서 이어져 농민들의 단결과 협동정신을 고취하는 데에 의의를 찾을 수 있다.

## 보유자
| 구분       | 성명 (생년월일)    | 성별 | 기예능 | 주소                                | 인정·해제일자  | 비고 |
| ---------- | ------------------ | ---- | ------ | ----------------------------------- | -------------- | ---- |
| 명예보유자 | 이부선 (1930.1.24) | 여   | 춤     | 창원시 마산합포구 월포동 경동메르빌 | 2019.7.18 인정 |      |

## 참고 문헌
- 마산농청놀이 - 국가유산청 국가유산포털